# Hassan Shehata
Hassan Shehata (arabisch حسن شحاتة Hasan Schihāta, DMG Ḥasan Šiḥāta; * 19. Juni 1949 in Kafr el-Dawwar) ist ein ägyptischer ehemaliger Fußballspieler und jetziger Fußballtrainer.

## Zeit als Spieler
Als Spieler begann er seine Karriere beim ägyptischen Verein al Zamalek SC, für den er von 1967 bis 1968 spielte, bevor er dann für zwei Jahre nach Kuwait zum Kazma SC ging. 1971 kehrte er wieder nach Zamalek zurück und spielte dort bis zum Ende seiner aktiven Karriere im Jahr 1983.

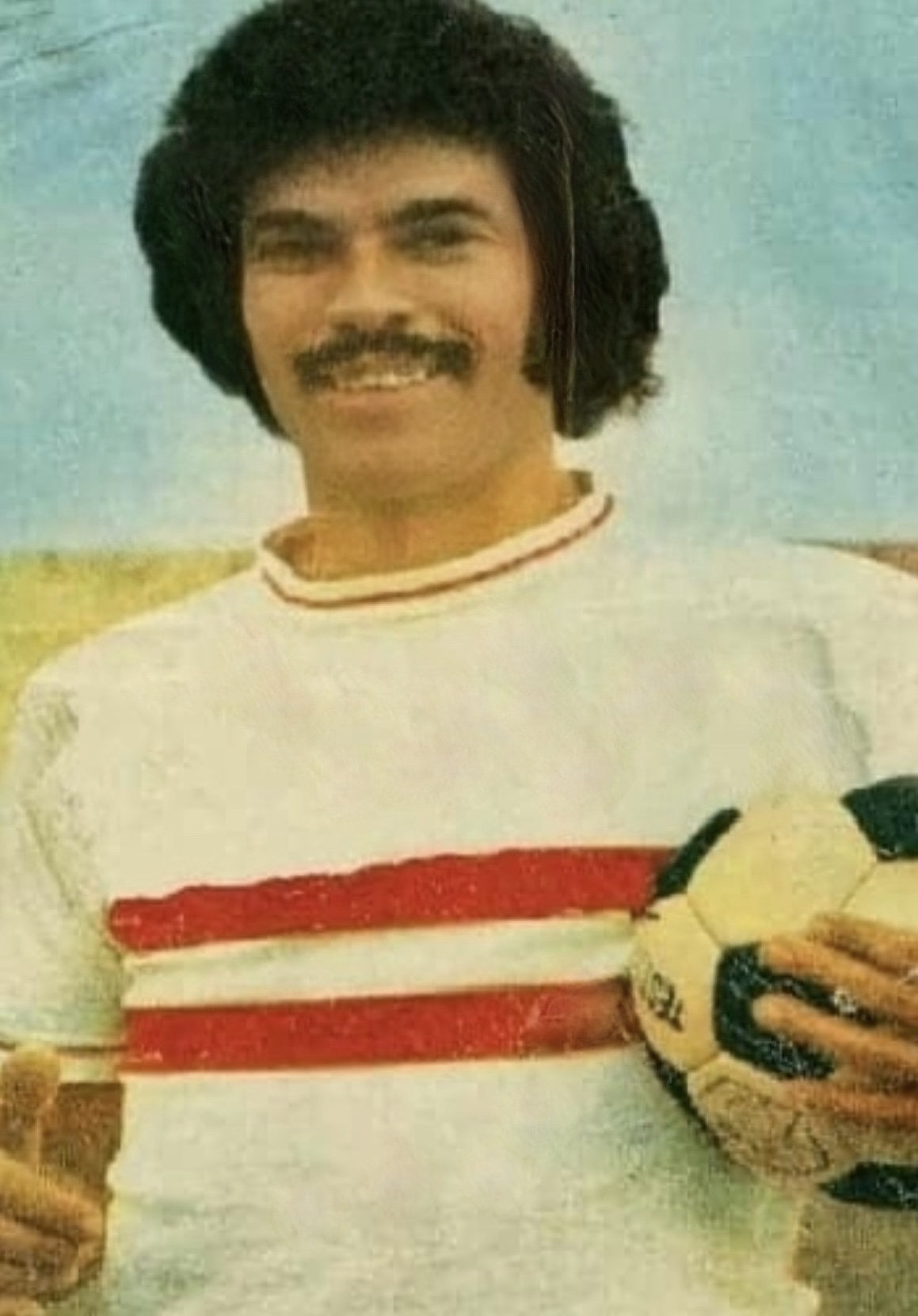
Shehata mit Zamalek im Jahr 1973

Shehata war 1976/77 mit 17 Toren und 1979/80 mit 14 Toren der Torschützenkönig Ägyptens. Er brachte es in der ägyptischen Liga auf insgesamt 77 Tore für Zamalek. Zwischen 1974 und 1980 nahm er mit der Nationalmannschaft an drei Afrikameisterschaften teil.

## Zeit als Trainer
Zwischen 2001 und 2003 betreute er die Juniorennationalmannschaft von Ägypten, mit der er den Afrika-Cup der Junioren 2003 gewinnen konnte. Zwischen November 2004 und Juni 2011 war er Trainer der ägyptischen Fußballnationalmannschaft, mit der er 2006, 2008 und 2010 den Gewinn der Fußball-Afrikameisterschaft feiern konnte. Im Jahr 2008 wurde er als Afrikas Trainer des Jahres ausgezeichnet.
Shehata sorgte in den Medien mit der Aussage für Aufsehen, dass er ohne gottesfürchtiges Verhalten nie einen Spieler aufstellen würde, unabhängig von seinem Potential.
Nachdem er die Qualifikation für die Afrikameisterschaft 2012 verpasst hatte, trat er am 6. Juni 2011 in Kairo als Nationaltrainer Ägyptens zurück.
Im April 2012 wurde er von Hasan Ismaik, Investor beim TSV 1860 München, als persönlicher Sportlicher Berater verpflichtet.